# Micropachylus metatarsalis
Genre
Espèce
Micropachylus metatarsalis, unique représentant du genre Micropachylus, est une espèce d'opilions laniatores de la famille des Nomoclastidae.

## Distribution
Cette espèce est endémique du département de Cundinamarca en Colombie. Elle se rencontre vers Viotá.

## Description
Le syntype mesure 5,5 mm.

## Publication originale
- Roewer, 1913 : « Die Familie der Gonyleptiden der Opiliones-Laniatores. » Archiv für Naturgeschichte, sér. A, vol. 79, no 4, p. 1–256 (texte intégral).